# ماربر (سردسير)
ماربر (بالفارسية: ماربر) هي قرية تقع في إيران في قسم سردسیر الريفي. يقدر عدد سكانها بـ 286 نسمة .